# Липовая аллея (Санкт-Петербург)
Ли́повая аллея — аллея в Приморском районе Санкт-Петербурга. Проходит от Приморского проспекта до Торфяной дороги.

## История
Название известно с 1911 года.
Вплоть до 1950-х годов участок Липовой аллеи между Дибуновской улицей и железной дорогой включался в состав Торфяной дороги.

## Транспорт
Ближайшая к Липовой аллее станция метро — «Старая Деревня».

## Пересечения

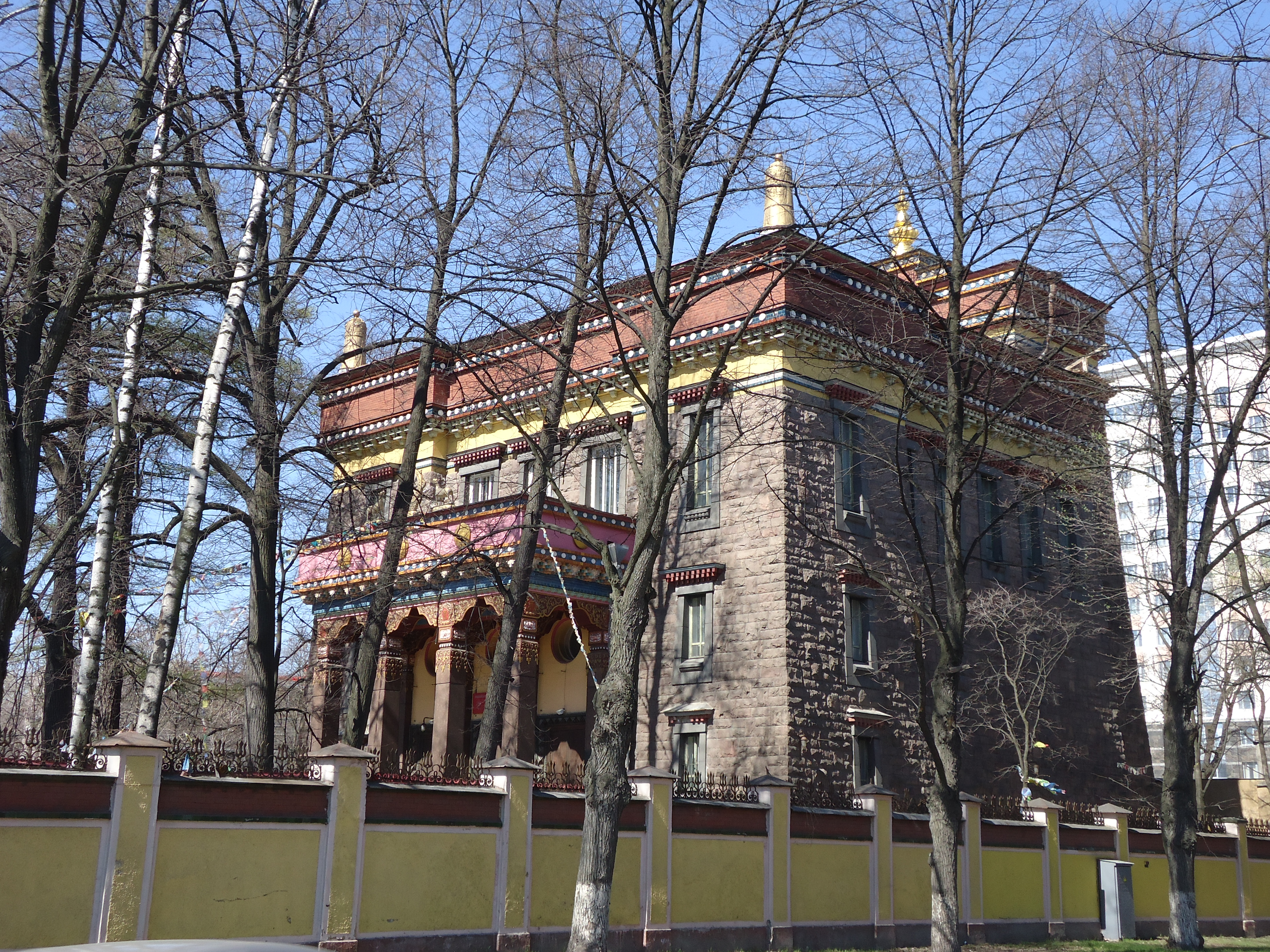
Вид на дацан с Липовой аллеи

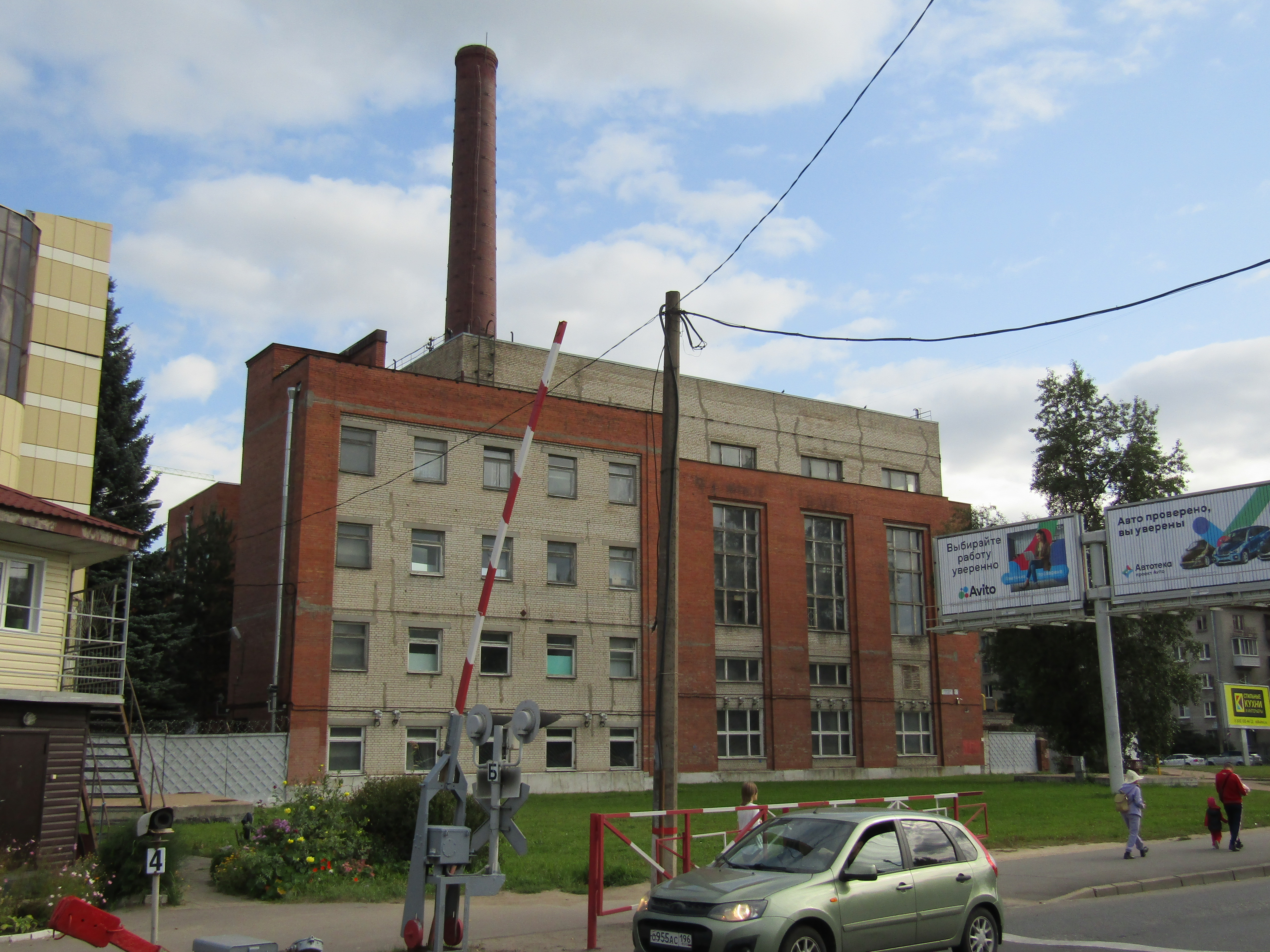
Котельная «Липовая аллея»

- Приморский проспект
- улица Савушкина
- Дибуновская улица
- Школьная улица

## Достопримечательности
- детский сад № 40
- Дацан Гунзэчойнэй (Буддийский храм)
- санаторий «Трудовые резервы»
- Котельная «Липовая аллея» (дом 17)